# Минино (Пермский край)
Минино — деревня в Верещагинском районе Пермского края. Входит в состав Путинского сельского поселения.

## Географическое положение
Деревня расположена на левом берегу реки Лысьва, примерно в 2,5 км к западу от административного центра поселения, села Путино.

## Население
| 2010 |
| ---- |
| 19   |

## Улицы
- Трудовая ул.

## Топографические карты
- Лист карты O-40-61 Сепыч. Масштаб: 1 : 100 000. Издание 1989 г.